# Kohtla-Järve
Kohtla-Järve là thành phố lớn thứ tư của đất nước Estonia. Thành phố có dân số 47.679 người. ở phía đông bắc Estonia, được thành lập vào năm 1924 và thành lập như là một thị xã vào năm 1946. Thành phố này có kinh tế công nghiệp, sản phẩm chủ yếu là đá phiến dầu và các sản phẩm dầu mỏ khác nhau. Thành phố cũng rất đa dạng chủng tộc: bao gồm người dân của gần 40 nhóm dân tộc và chỉ có 21% dân số là người Estonia. Nhiều dân tộc Estonia trong thành phố đã chọn tiếng Nga làm ngôn ngữ chính của họ, mặc dù điều này thay đổi vào cuối những năm 1990, khi là tiếng Estonia lại một lần nữa trở thành ngôn ngữ chính được sử dụng trong cuộc sống hàng ngày.